# 島下郡
- 令制国一覧 > 畿内 > 摂津国 > 島下郡
- 日本 > 近畿地方 > 大阪府 > 島下郡

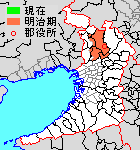
大阪府島下郡の位置

島下郡（しましもぐん）は、大阪府（摂津国）にあった郡。嶋下郡と表記することもある。

## 郡域
1879年（明治12年）に行政区画として発足した当時の郡域は、概ね下記の区域にあたる。
- 茨木市・摂津市の全域
- 吹田市の大部分（江坂町、円山町、垂水町、広芝町、江の木町より南西および山手町・千里山西・千里山東の各一部を除く）
- 豊中市の一部（上新田・新千里各町）
- 箕面市の一部（小野原各町・粟生各町・彩都粟生南・彩都粟生北）
- 豊能郡豊能町の一部（高山）

## 歴史

### 古代
701年（大宝元年）の大宝律令により三島郡が三島上郡・三島下郡の2つに分けられて成立した。ほどなくして島上郡（嶋上郡）・島下郡（嶋下郡）と書かれるようになった。和名抄では「しまのしも」と書かれている。

#### 式内社
『延喜式』神名帳に記される郡内の式内社。
| 神名帳                       | 神名帳             | 神名帳   | 神名帳                              | 比定社                   | 比定社                 | 比定社         | 集成 |
| 社名                         | 読み               | 格       | 付記                                | 社名                     | 所在地                 | 備考           | 集成 |
| ---------------------------- | ------------------ | -------- | ----------------------------------- | ------------------------ | ---------------------- | -------------- | ---- |
| 島下郡 17座（大5座・小12座） |                    |          |                                     |                          |                        |                |      |
| 新屋坐天照御魂神社 三座      | ニヒヤノ-          | 並名神大 | 月次新嘗 就中天照御魂神一座預相嘗祭 | 新屋坐天照御魂神社       | 大阪府茨木市西福井     |                |      |
| 新屋坐天照御魂神社 三座      | ニヒヤノ-          | 並名神大 | 月次新嘗 就中天照御魂神一座預相嘗祭 | （論）新屋坐天照御魂神社 | 大阪府茨木市西河原     |                |      |
| 新屋坐天照御魂神社 三座      | ニヒヤノ-          | 並名神大 | 月次新嘗 就中天照御魂神一座預相嘗祭 | （参）新屋坐天照御魂神社 | 大阪府茨木市宿久庄     |                |      |
| 天石門別神社                 | アマノイハトワケノ | 小       |                                     | 天石門別神社             | 大阪府茨木市元町       | 茨木神社奥宮   |      |
| 須久久神社 二座              | スククノ           | 小       | 鍬靫                                | 須久久神社               | 大阪府茨木市宿久庄     |                |      |
| 須久久神社 二座              | スククノ           | 小       | 鍬靫                                | 春日神社                 | 大阪府茨木市清水       |                |      |
| 阿為神社                     | アヰノ             | 小       | 鍬靫                                | 阿為神社                 | 大阪府茨木市安威       |                |      |
| 井於神社                     | ヰノヘノ           | 小       | 鍬靫                                | 井於神社                 | 大阪府茨木市蔵垣内     |                |      |
| 走落神社                     | ハシリオチノ       | 小       | 鍬靫                                | 走落神社                 | 大阪府豊能郡豊能町木代 |                |      |
| 佐和良義神社                 | サワラギノ         | 小       |                                     | 佐和良義神社             | 大阪府茨木市美沢町     |                |      |
| 幣久良神社                   | ミテクラノ         | 小       | 鍬靫                                | 合祀：阿為神社           | 大阪府茨木市安威       | 幣久良神社参照 |      |
| 牟礼神社                     | ムレノ             | 小       |                                     | 牟禮神社                 | 大阪府茨木市中村町     |                |      |
| 三島鴨神社                   | ミシマカモノ       | 小       |                                     | （論）三島鴨神社         | 大阪府高槻市三島江     |                |      |
| 三島鴨神社                   | ミシマカモノ       | 小       | （論）鴨神社                        | 大阪府高槻市赤大路町     |                        |                |      |
| 伊射奈岐神社 二座            | イサナキノ         | 並大     | 月次新嘗                            | 伊射奈岐神社             | 大阪府吹田市山田東     |                |      |
| 伊射奈岐神社 二座            | イサナキノ         | 並大     | 月次新嘗                            | 伊射奈岐神社             | 大阪府吹田市佐井寺     |                |      |
| 溝咋神社                     | ミソクヒノ         | 小       | 鍬靫                                | 溝咋神社                 | 大阪府茨木市五十鈴町   |                |      |
| 太田神社                     | オホタノ           | 小       | 鍬靫                                | 太田神社                 | 大阪府茨木市太田       |                |      |
| 凡例を表示                   |                    |          |                                     |                          |                        |                |      |

### 中世
天正10年（1582年）頃から寛文4年（1664年）までは太田郡（おおたぐん）を称した。

### 近世以降の沿革
- 「旧高旧領取調帳」に記載されている明治初年時点での支配は以下の通り。●は村内に寺社領が存在。幕府領は高槻藩預地。（102村）

| 知行         | 知行                           | 村数 | 村名 |
| ------------ | ------------------------------ | ---- | --- |
| 幕府領       | 幕府領                         | 8村  | 味舌村、新在家村、一津屋村、鶴野新田、乙辻村、小坪井村、太中村、沢良宜浜村 |
| 幕府領       | 一橋徳川家領                   | 8村  | 小野原村、郡村、五日市村、畑田村、道祖本村、上穂積村、中穂積村、下穂積村 |
| 幕府領       | 田安徳川家領                   | 10村 | 上中条村、太田村、中村、庄村、橋の内村、戸伏村、牟礼村、中河原村、●総持寺村、真砂村 |
| 幕府領       | 旗本領                         | 8村  | 忍頂寺村、清水村、西河原村、奈良村、十一村、平田村、桑原村、十日市村 |
| 幕府領       | 幕府領・一橋徳川家領           | 1村  | 倍賀村 |
| 幕府領       | 幕府領・旗本領                 | 3村  | 別府村、島村、上音羽村 |
| 幕府領       | 田安徳川家領・旗本領           | 1村  | 中城村 |
| 藩領         | 摂津高槻藩                     | 22村 | 鳥飼野々村、鳥飼上之村、鳥飼中之村、鳥飼八町村、鳥飼下之村、鳥飼西之村、鳥飼八坊村、吉志部村、大門寺村、生保村、車作村、安元村、大岩村、●粟生村、千提寺村、清坂村、下音羽村、長谷村、銭原村、高山村、泉原村、佐保村 |
| 藩領         | 山城淀藩                       | 14村 | 山田上村、山田中村、山田小川村、山田下村、山田別所村、佐井寺村、下新田村、上新田村、南村、小路村、東村、七尾村、片山村、正音寺村                                                                                    |
| 藩領         | 下総古河藩                     | 5村  | 沢良宜東村、水尾村、宇野辺村、田中村、東蔵垣内村 |
| 藩領         | 美濃加納藩                     | 4村  | ●茨木村、郡山村、宿久庄村、耳原村 |
| 藩領         | 大和芝村藩                     | 3村  | 坪井村、味舌上村、庄屋村 |
| 藩領         | 高槻藩・古河藩                 | 1村  | ●馬場村 |
| 藩領         | 高槻藩・加納藩                 | 1村  | 福井村 |
| 藩領         | 幕府領・芝村藩                 | 1村  | 味舌下村 |
| 幕府領・藩領 | 田安徳川家・高槻藩             | 1村  | 内瀬村 |
| 幕府領・藩領 | 旗本領・高槻藩                 | 5村  | 野々宮村、二階堂村、沢良宜西村、目垣村、●安威村 |
| その他       | 仙洞御領                       | 1村  | 上野村 |
| その他       | 仙洞御領・幕府領・旗本領・淀藩 | 1村  | 吹田村 |
| その他       | 仙洞御領・旗本領               | 1村  | 下中条村 |
| その他       | 仙洞御領                       | 1村  | 鮎川村 |
| その他       | 閑院宮家領                     | 1村  | 西蔵垣内村 |
| その他       | 閑院宮家領・高槻藩             | 1村  | 丑寅村 |

- 慶応4年

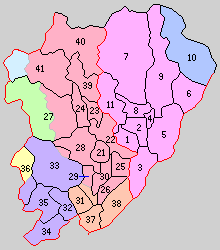
21.茨木村 22.三島村 23.安威村 24.福井村 25.溝咋村 26.宮島村 27.豊川村 28.春日村 29.三宅村 30.玉櫛村 31.味舌村 32.岸部村 33.山田村 34.吹田村 35.千里村 36.新田村 37.味生村 38.鳥飼村 39.石河村 40.見山村 41.清渓村（黄：豊中市 紫：吹田市 赤：茨木市 緑：箕面市 橙：摂津市 水色：豊能郡豊能町 1 - 11は島上郡）

  - 5月24日（1868年7月13日） - 旗本領が大阪府司農局の管轄となる。
  - 6月8日（1868年7月27日） - 大阪府司農局の管轄地域が大阪府北司農局の管轄となる。
- 明治2年
  - 1月20日（1869年3月2日） - 大阪府北司農局の管轄地域が摂津県の管轄となる。
  - 5月10日（1869年6月19日） - 摂津県の管轄地域が豊崎県の管轄となる。
  - 8月2日（1869年9月7日） - 豊崎県の管轄地域が兵庫県の管轄となる。
- 明治3年（1870年）
  - 3月 - 一橋徳川家領・田安徳川家領が兵庫県の管轄となる。
  - 12月 - 高槻藩預地が兵庫県の管轄となる。
- 明治4年
  - 7月14日（1871年8月29日） - 廃藩置県により藩領が高槻県、淀県、加納県、古河県、芝村県の管轄となる。
  - 11月14日（1871年12月25日） - 第1次府県統合により、古河県の管轄地域が印旛県の管轄となる。
  - 11月20日（1871年12月31日） - 第1次府県統合により、全域が大阪府の管轄となる。
- 明治5年（1872年）8月 - 島上郡・島下郡にまたがっていた鮎川村の全域が島上郡の所属となる。（101村）
- 明治8年（1875年）4月30日 - 大区小区制の大阪府での施行により、島下郡が第8大区となる。
- 明治9年（1876年） - 東蔵垣内村・西蔵垣内村が合併して蔵垣内村となる。（100村）
- 明治12年（1879年）2月10日 - 郡区町村編制法の大阪府での施行により、行政区画としての島上郡が発足。郡役所が茨木村に設置。
- 明治14年（1881年）1月6日 - 郡役所が島上郡役所を統合のうえ改称して「島上島下郡役所」となる。
- 明治16年（1883年） - 中村・庄村・橋の内村・牟礼村が戸伏村に合併。（96村）
- 明治22年（1889年） - 町村制の施行により、下記の各村が発足。（21村）
  - 茨木村 ← 茨木村、上中条村、下中条村（現・茨木市）
  - 三島村 ← 西河原村、太田村、耳原村、田中村、戸伏村、中城村、総持寺村、島上郡鮎川村（現・茨木市）
  - 安威村 ← 安威村、十日市村（現・茨木市）
  - 福井村 ← 福井村、中河原村（現・茨木市）
  - 溝咋村 ← 目垣村、馬場村、二階堂村、平田村、十一村（現・茨木市）
  - 宮島村 ← 島村、野々宮村（現・茨木市）
  - 豊川村 ← 小野原村（現・箕面市）、粟生村（現・茨木市、箕面市）、宿久庄村、清水村、道祖本村（現・茨木市）
  - 春日村 ← 上穂積村、中穂積村、下穂積村、奈良村、倍賀村、郡村、郡山村、上野村、畑田村、五日市村（現・茨木市）
  - 三宅村 ← 太中村、蔵垣内村、乙辻村、小坪井村、鶴野新田（現・摂津市）、丑寅村、宇野辺村（現・茨木市）
  - 玉櫛村 ← 沢良宜東村、沢良宜浜村、沢良宜西村、真砂村、内瀬村、水尾村（現・茨木市）
  - 味舌村 ← 味舌下村、味舌村、味舌上村、坪井村、庄屋村、正音寺村（現・摂津市）
  - 岸部村 ← 小路村、七尾村、吉志部村、東村、南村（現・吹田市）
  - 山田村 ← 山田別所村、山田上村、山田小川村（現・吹田市、茨木市）、山田中村、山田下村（現・吹田市）
  - 吹田村（単独村制。現・吹田市）
  - 千里村 ← 片山村、佐井寺村（現・吹田市）
  - 新田村 ← 上新田村（現・豊中市）、下新田村（現・吹田市）
  - 味生村 ← 別府村、一津屋村、新在家村（現・摂津市）
  - 鳥飼村 ← 鳥飼下之村、鳥飼上之村、鳥飼中之村、鳥飼西之村、鳥飼野々村、鳥飼八坊村、鳥飼八町村（現・摂津市）
  - 石河村 ← 大岩村、桑原村、大門寺村、生保村、安元村（現・茨木市）
  - 見山村 ← 下音羽村、上音羽村、忍頂寺村、銭原村、清坂村、長谷村、車作村（現・茨木市）
  - 清渓村 ← 泉原村、佐保村、千提寺村（現・茨木市）、高山村（現・豊能郡豊能町）
- 明治29年（1896年）4月1日 - 郡制の施行のため、「島上島下郡役所」が管轄する各郡の区域をもって三島郡が発足。同日島下郡廃止。

## 行政
歴代郡長
| 氏名     | 就任年月日                 | 退任年月日                 | 備考                                           |
| -------- | -------------------------- | -------------------------- | ---------------------------------------------- |
| 廣瀨直澂 | 1879年（明治12年）2月21日  | 1881年（明治14年）1月6日   | 廃官                                           |
| 廣瀨直澂 | 1881年（明治14年）1月8日   | 1883年（明治16年）12月18日 | 島上郡長兼任                                   |
| 白石純治 | 1883年（明治16年）11月29日 | 不詳                       | 島上郡長兼任                                   |
| 廣瀨直澂 | 1887年（明治20年）12月28日 | 1890年（明治23年）6月16日  | 島上郡長兼任                                   |
| 白石純治 | 1890年（明治23年）6月16日  | 1893年（明治26年）5月31日  | 島上郡長兼任                                   |
| 深瀨和直 | 1893年（明治26年）5月31日  | 1895年（明治28年）7月10日  | 島上郡長兼任                                   |
| 岸正形   | 1895年7月10日（明治28年）  | 1896年（明治19年）3月31日  | 島上郡長兼任（島上郡との合併により島下郡廃止） |